# Adriano Spencer
Pour les articles homonymes, voir Spencer.
Adriano Santos Spencer est un footballeur capverdien et portugais né le 11 février 1959 à São Vicente au Cap-Vert portugais et mort le 24 novembre 2006. Il évoluait au poste de milieu de terrain.  

## Biographie
Adriano Spencer débute au Almada AC avant de rejoindre le Benfica Lisbonne en 1976. Bien qu'il ait peu joué avec l'équipe première, son potentiel l'a conduit à évoluer dans des clubs portugais variés : il rejoint l'Atlético Portugal puis le Ginásio de Alcobaça,.
C'est au Sporting Braga qu'il passe le meilleur moment de sa carrière, entre 1981 et 1988, disputant au total 117 matchs en première division portugaise.
En fin de carrière, Spencer évolue dans des clubs de divisions inférieures, comme l'Académico de Viseu, le CD Torres Novas, le Realense FC et Terras de Bouro.